# 웨어러블 테크놀로지

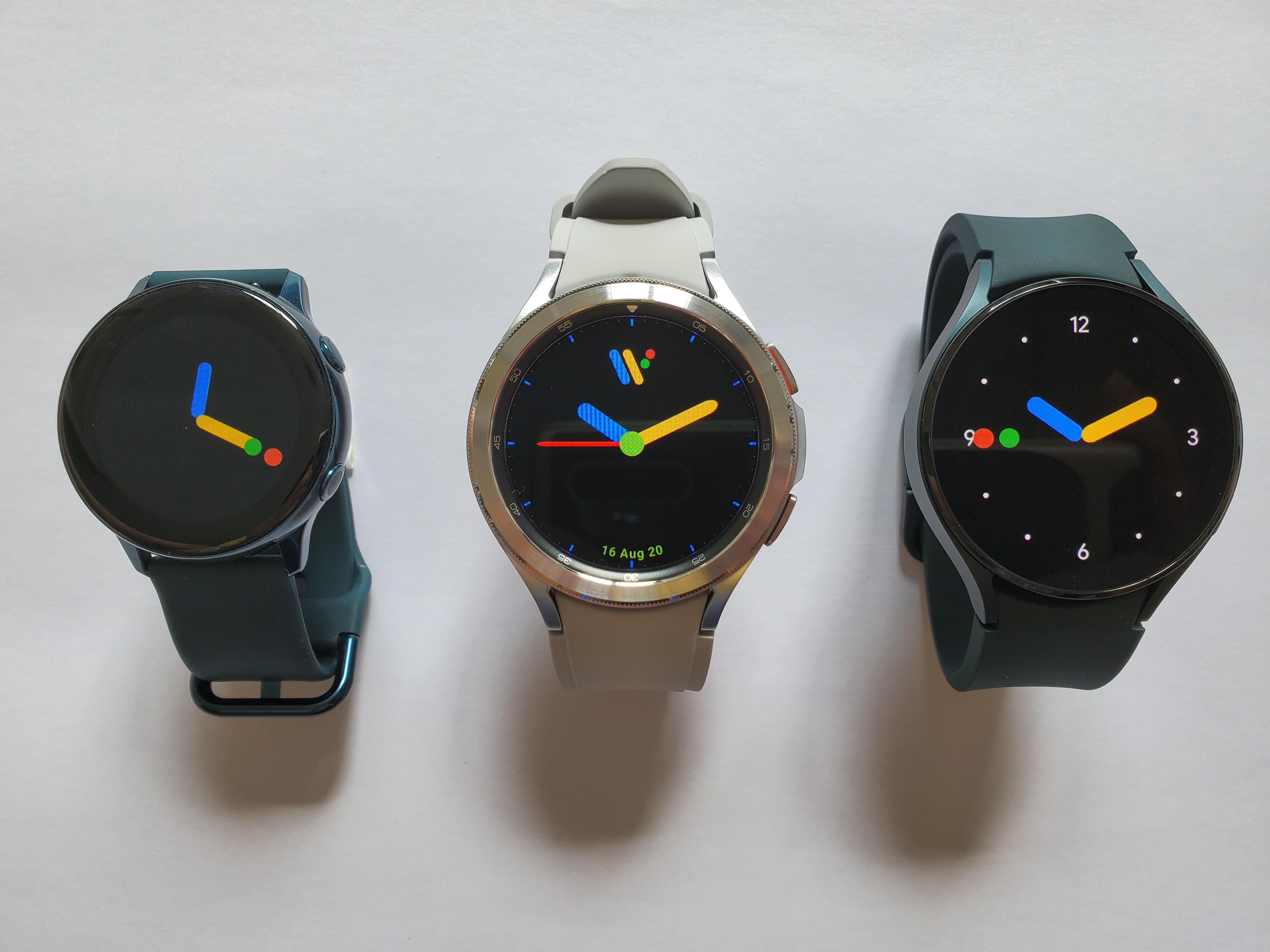
삼성 갤럭시 워치 시리즈

웨어러블 테크놀로지(wearable technology), 착용 기술, 패셔너블 테크놀로지(fashionable technology), 웨어러블 디바이스(wearable device)는 몸에 심거나 액세서리로 착용할 수 있는 스마트 전자기기이다.
활동 추적기와 같은 웨어러블 디바이스는 사물 인터넷의 최상의 예인데 그 까닭은 일렉트로닉스, 소프트웨어, 센서, 연결과 같은 "사물"은 물체가 인간의 간섭 없이 제조자, 조작자, 기타 연결 장치들과 인터넷을 통해 데이터(데이터 품질 포함)를 교환할 수 있게 하는 실행기 역할을 하기 때문이다.
웨어러블 테크놀로지의 응용은 다양하며 그 분야를 스스로 넓혀나가고 있다. 스마트워치와 활동 추적기의 대중화와 함께 전자기기에서 눈에 띄게 나타나고 있다. 상업용을 떠나 웨어러블 테크놀로지는 내비게이션 시스템, 고급 섬유, 헬스케어로 통합되고 있다.

## 용도
웨어러블 테크놀로지의 용도는 2가지 주요 분류로 나눌 수 있다:
- 개인용
- 사업용

개인용인지 사업용인지에 따라 착용 기술 소도구들은 주로 다음의 기능들 가운데 하나를 위해 사용된다:
- 패션
- 피트니스 추적기
- 청각장애 치료
- 파키슨병 환자 등 발설장애 원격 치료[7]
- 스포츠 트래커
- 다른 소도구와의 데이터, 통신 동기화
- 스트레스 관리와 같은 특정 건강 문제 감시[8]
- 에너지 레벨 게이지
- 내비게이션 도구
- 미디어 기기
- 커뮤니케이션 소도구

## 같이 보기
- 스마트 헬스케어